# Mei Xiang (panda)
Mei Xiang (chinois : 添添) est un panda géant femelle de 104 kg vivant actuellement au parc zoologique national de Washington.
Mei Xiang a donné naissance à sept petits, tous au zoo national et de père Tian Tian. Trois de ses progénitures ont survécu jusqu'à l'âge adulte. Le plus récent petit de Mei Xiang est un mâle nommé Xiao Qi Ji, né le 21 août 2020.

## Origine
Mei Xiang est né le 22 juillet 1998 au Centre chinois de conservation et de recherche sur le panda géant à Wolong, dans la province du Sichuan. Sa mère était Xue Xue et son père Lin Nan ; les deux parents étaient des pandas sauvages. Elle et Tian Tian, un mâle, sont le deuxième couple de pandas géants du zoo national, derrière le couple Ling-Ling et Hsing-Hsing, accueillis en 1972.

## Progéniture

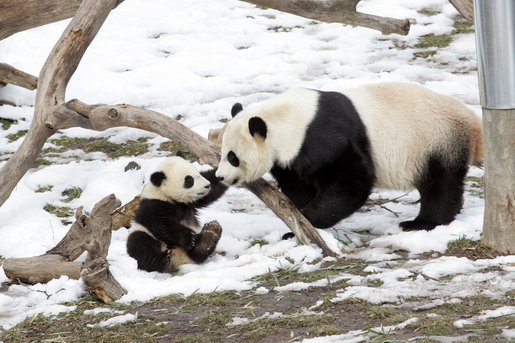
Mei Xiang jouant avec son petit, Tai Shan (7 mois) le 14 février 2006, au Smithsonian National Zoological Park à Washington

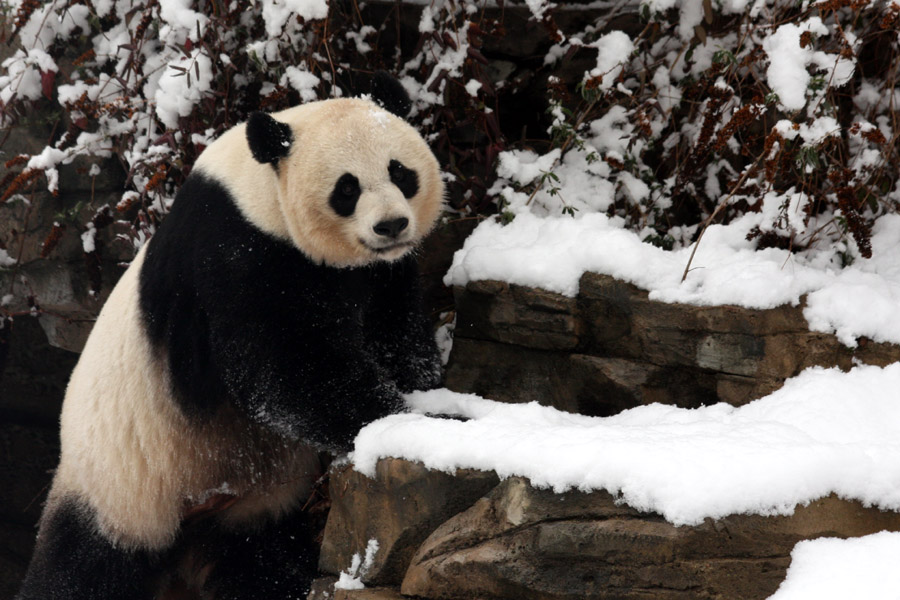
Mei Xiang au zoo national de Washington DC, février 2010.

Mei Xiang a donné naissance à sept petits. Tai Shan, mâle, est né le 9 juillet 2005. Il fut le premier panda à naître au zoo et à vivre plus de quelques jours. Il vécut au zoo jusqu'au 4 février 2010, date à laquelle déménagea en Chine, conformément à un accord entre les États-Unis et la Chine.
Mei Xiang a été inséminée artificiellement deux fois en avril 2012 avec le sperme de Tian Tian. Les responsables du zoo estimèrent ses chances de grossesse à 10 % après avoir déjà eu cinq grossesse nerveuse. Un autre petit né dans la nuit du 16 septembre 2012 fut une surprise pour les gardiens de zoo. Au 17 septembre, les responsables du zoo ne connaissaient pas le sexe du petit. La progéniture fut retrouvée sans vie par les soigneurs le 23 septembre 2012 après avoir entendu des sons de détresse exprimés par Mei Xiang. Les premiers résultats de la nécropsie exclurent la possibilité que le petit ait pu être écrasée par la mère. Cependant, elle montra du liquide dans l'abdomen du panda géant (ce qui est généralement anormal) et une certaine décoloration de certains tissus hépatiques. Le foie était également dur par endroits. Il fut déterminé que la mort du petit était le résultat d'un manque d'oxygène dans le foie. Cela était dû au fait que les poumons n'étaient pas complètement développés et que, par conséquent, les poumons étaient incapables de capter l'oxygène pour que les globules rouges l'acheminent au foie,.
Le 30 mars 2013, des vétérinaires du zoo national inséminèrent artificiellement Mei Xiang après l'échec d'une reproduction naturelle. Vers 17 h 30 heure locale le 23 août 2013, il fut annoncé que Mei Xiang avait donné naissance à son troisième petit. Mei Xiang a de nouveau accouché la nuit suivante, le samedi 24 août 2013, d'un bébé femelle mort-né. Le petit survivant s'est révélé plus tard être également une femelle, nommée Bao Bao. Son nom fut choisi par le public et donné le jour de son 100e jour.
En août 2015, des vétérinaires ont découvert ce que l'on croyait être un fœtus de panda géant lors d'une échographie obstétricale. Elle avait affiché des comportements compatibles avec une grossesse ou une pseudo- grossesse : passer plus de temps dans sa tanière, dormir davantage, bercer des objets et lécher son corps. Elle donna ensuite naissance à deux panda géants mâles vivants, tous deux engendrés par Tian Tian. Elle donna naissance au premier à 17 h 35 le 22 août 2015 et mit au monde le deuxième, plus grand, dans la nuit à 22 h 07. Le 26 août 2015, le zoo national a annoncé que le plus petit de la portée n'avait pas survécu. Le 25 septembre 2015, le petit fut officiellement nommé Bei Bei. Le nom fut choisi par les Premières Dames des États-Unis et de Chine, Michelle Obama et Peng Liyuang.
En mars 2020, peu de temps après la fermeture du zoo national en raison de la pandémie de COVID-19, Mei Xiang fut inséminée artificiellement en utilisant uniquement du sperme congelé pour éviter un contact trop étroit. En août 2020, le zoo national annonça que Mei Xiang était enceinte. Quelques jours après avoir annoncé avoir détecté des tissus fœtaux, le zoo tweeta une courte vidéo d'une échographie montrant un fœtus de panda. Le 21 août, Mei Xiang donna naissance à un petit mâle qui fut ensuite nommé Xiao Qi Ji, faisant d'elle le panda le plus âgé des États-Unis à donner naissance, à 22 ans,,. Cela signifia également le premier succès pour ce type de procédure.